# Altyn (capacete)
O Altyn (em russo:  Алтын, transl. Altın; nomeado em homenagem à modea altyn) é um capacete de titânio desenvolvido na União Soviética e adotado pela KGB. Oferecendo grande proteção ao usuário e equipado com uma viseira blindada, ele se tornou popular entre as unidades Spetsnaz dos serviços de segurança e assuntos internos russos. Esses capacetes são feitos pelo NII Stali.

## História
O Altyn foi desenvolvido com base no capacete PSH-77 criado pela empresa TIG da Suíça. A União Soviética comprou capacetes PSH-77 para uso pelo Grupo Alfa Spetsnaz, que os utilizou durante a operação Shtorm-333 na Guerra Soviético-Afegã. Esses capacetes se tornaram muito populares entre os militares da KGB e, por isso, foi tomada a decisão de produzir uma versão própria. Em 1991, a NII Stali produziu os cascos de titânio, os revestimentos de aramida e as viseiras de titânio, enquanto o vidro blindado foi comprado do exterior, e tudo isso foi montado pela KGB. Esta variante inicial foi chamada Altyn-R1 (Алтын-Р1). O capacete foi classificado como classe 2 de proteção para o casco e classe 1 de proteção para a viseira. No entanto, os primeiros capacetes enfrentavam dificuldades quando disparados com cartuchos de núcleo de aço 7,62x25 Pst gzh de pistola Tokarev TT a 8 metros.

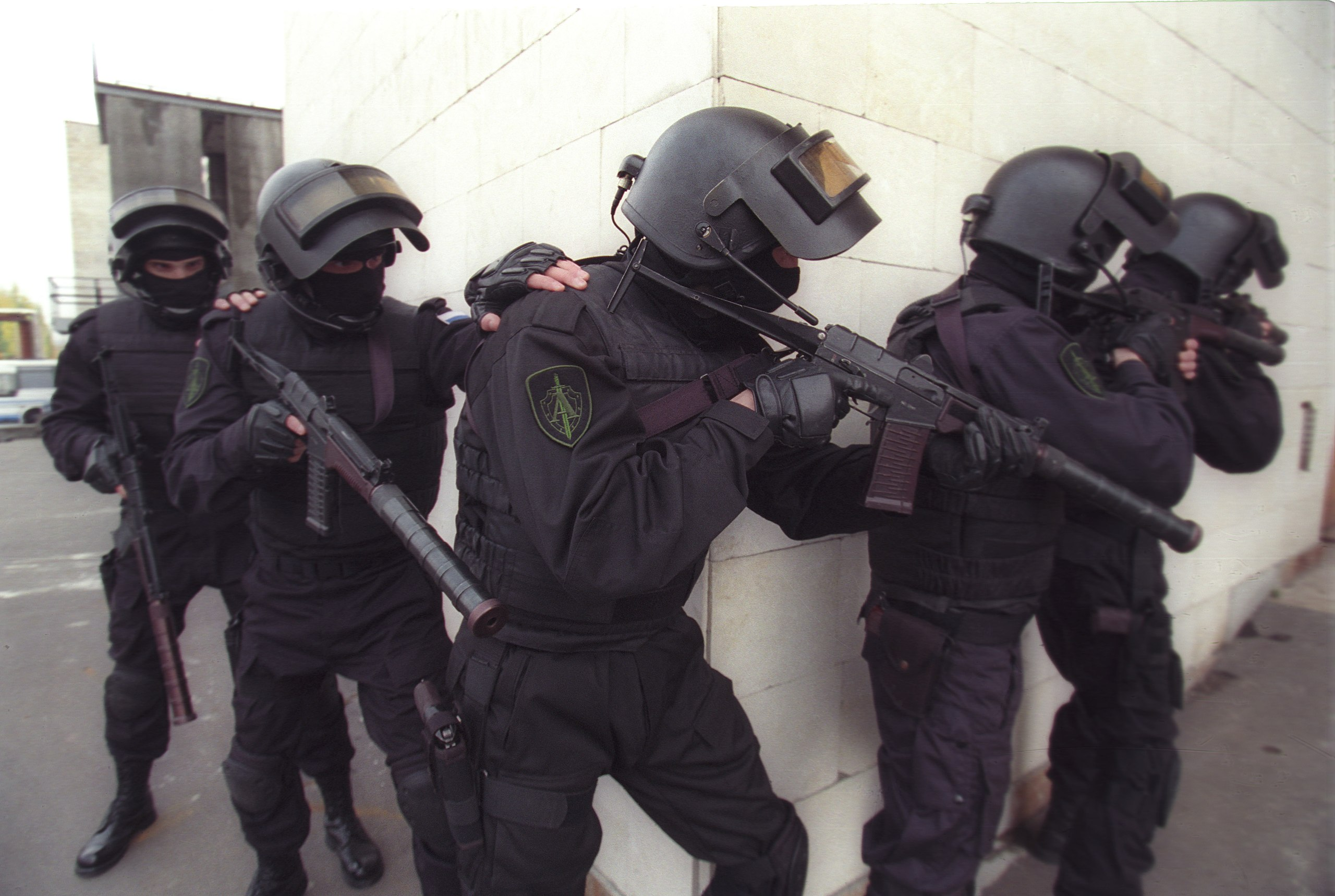
Militares do Grupo Alfa do FSB durante um exercício de treinamento usando o capacete K6-3 Altyn.

Em 1997, o Altyn-R2M (Алтын-Р2М) foi desenvolvido e teve uma série de melhorias. Além das alterações no sistema de rádio, a principal inovação foi a produção de vidro blindado nacional, bem como projéteis mais espessos e de melhor qualidade, atingindo 4mm de espessura. Dessa forma, ele poderia impedir que projéteis de núcleo de aço Pst GZH fossem disparados a uma distância de 5 metros. O antigo PSH-77 também foi modificado com rádios e novos vidros.
O capacete foi usado pela primeira vez na Crise Constitucional de 1993 e em duas guerras na Chechênia. Eles também se tornaram amplamente conhecidos após o cerco à escola de Beslan, durante o qual a maioria dos agentes Alpha e Vympel usavam capacetes Altyn.
No final dos anos 2000, o Altyn estava sendo substituído por capacetes mais novos da série LSHZ e também pelo Rys-T. A produção foi interrompida em 2009, com o último lote produzido para as forças especiais cubanas.
A NII Stali também produziu o capacete K6-3, que é uma cópia do Altyn, cuja principal diferença é a ausência do fone de ouvido de rádio. Como o Altyn foi produzido para a KGB, a NII Stali não tinha o direito de produzir o Altyn para venda e, portanto, eles criaram uma versão comercial chamada K6-3.

## Variantes
- Altyn-R2M: Versão melhorada do Altyn, produzido em 1997 com melhor proteção balística.
- K6-3: Uma cópia do Altyn feita sem fone de ouvido de rádio. Como Altyn foi produzido para a então KGB, a NII Stali não tinha os direitos de produzir Altyn para venda.[3]

## Usuários

### Atual
- Cuba: Relatado que foi usado pelas forças especiais cubanas.[2]
- Rússia: Usado pela FSB.[1] Capacetes Altyn e K6-3 usados por unidades OMON.[4]

### Antigo
- USSR: Usado pela KGB.[2]